# 极权主义的起源
《极权主义的起源》（英語：The Origins of Totalitarianism），初版書名为《我们当前的负担》（The Burden of Our Time），為德裔美國籍犹太人政治學家漢娜·鄂蘭於1951年出版的分析极权主义的政治學論著。以反猶主義、帝國主義及極權主義三个论述视角來分析極權主義的起源，此書說明極權主義不同於傳統專制獨裁的現代性特質，說明為何極權主義的意識型態動搖啟蒙理想及普遍人權原則，最終使歐洲國家面對國內少數族群時未能阻止不當國家及集體暴力的歷史及意識型態問題，特別是帝國主義擴張所帶來的「種族思想」與「官僚統御」。此書確立了阿伦特作為重要政治思想家的地位。

## 背景及動機

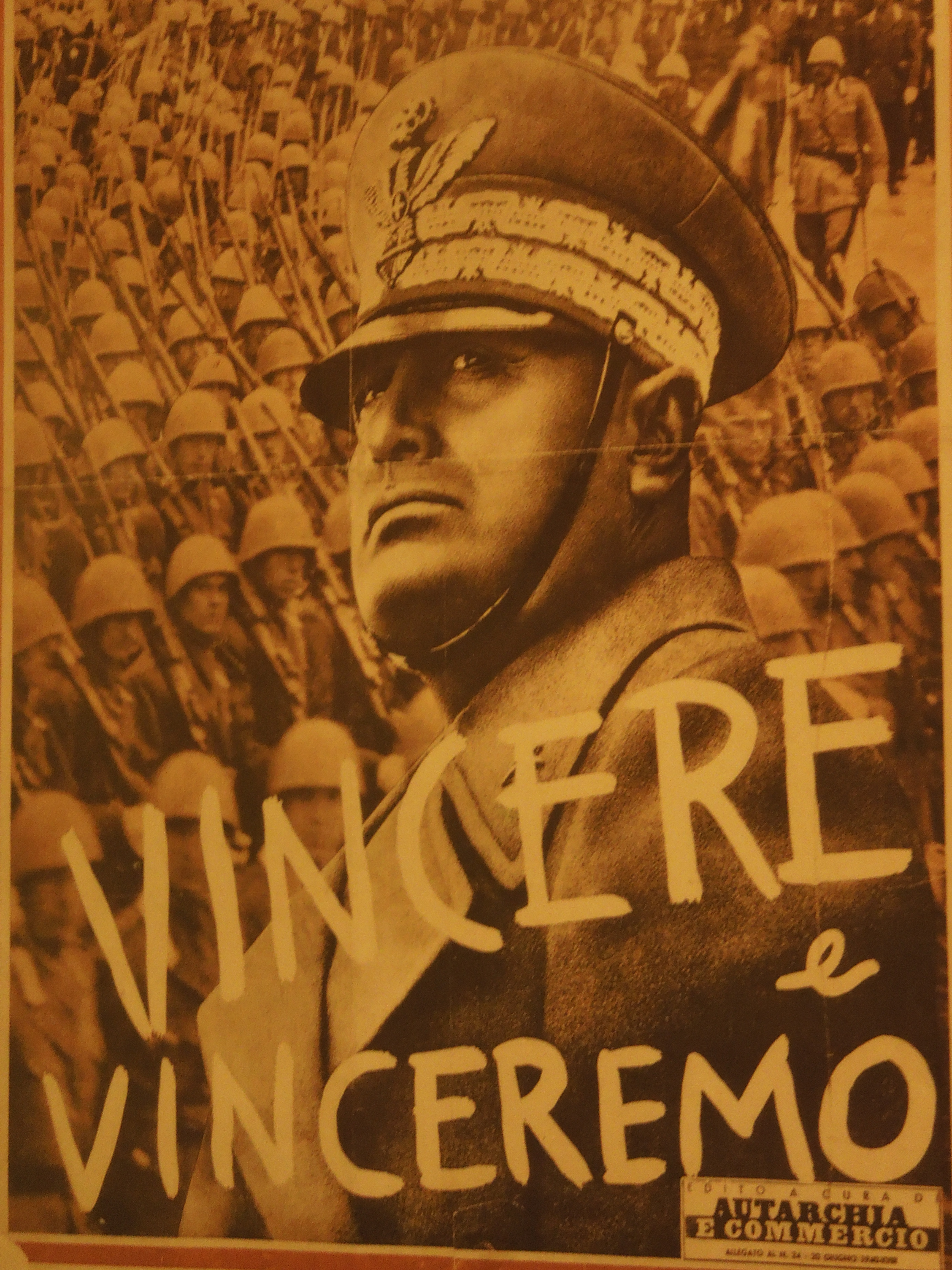
「贏，我們會贏」（Vincere e Vinceremo），印有墨索里尼和意大利皇家陸軍的法西斯黨宣傳海報

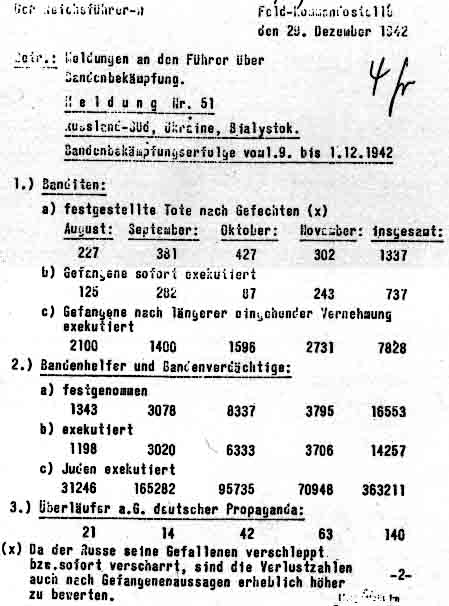
給元首希特勒詳述『囚犯』處決報告，為德國於烏克蘭處決猶太人的書面證據之一

漢娜·鄂蘭《極權主義的起源》和同時代的海耶克的《通往奴役之路》（1944年）、卡爾·波普的《開放社會及其敵人》（1945年）、歐威爾的小說《1984》（1949年）等書出版的環境類似，是飽受戰亂的知識分子對極權政權與烏托邦思想的反省之作。
該書主要分析對象為造成20世紀人類災難的政治概念及統治形態：極權主義。极权主义的政治實踐及專政體制以墨索里尼的「極權國家」（totalitarian state）意指國家、集體層面的公權力無所不在。
漢娜·鄂蘭《極權主義的起源》手稿於1949年完成，1951年出版了此關於極權主義的經典作品，這是1933年納粹上台後她作為德國猶太人，流亡巴黎並於1941年前往美國時的著作；鄂蘭認為極權主義為人類史上新的統治形態，主張國家權力對社會生活的全面控制與滲透，例子包括德國的納粹主義和蘇聯史達林的共產主義，該書被認為是極權主義政治哲學的開山名著。
阿倫特主張極權主義的成長是傳統意義民族國家解體的結果；她認為，極權主義政權，為追求政治權力而不顧物質或功利考量，徹底改變政權下的社會結構。和過去任何專制獨裁相比，極權主義統治形態的殘暴及侵略性，不是為了權力渴望、版圖擴張或利益，而是出於意識形態的理由，可以把人民區分成「理應消滅的人種或階級」，以集體改造與屠殺進行施暴，以證明其意識形態的意義是永遠正確並連貫一致的。

## 三个论述视角
本書分成以下三部分或三个论述视角：
- 「反猶主義」：說明19世紀西歐反猶主義的興起；
- 「帝國主義」：分析自1884年至第一次世界大戰爆發之間的歐洲殖民帝國主義的侵略殘暴性；
- 「極權主義」：聚焦於納粹德國和史達林蘇俄政體的極權主義運動及其政府組織運作

鄂蘭認為，歐洲國家面對國內少數族群時，帝國主義擴張所帶來的「種族思想」與「官僚統御」，是動搖啟蒙理想及普遍人權原則，而最終未能阻止不當暴力的最大問題來源；最终这三个「主义」的特性却是殊途同归。

### 帝国主义
书中阿伦特论述的帝国主义是严格定义的欧洲指明帝国主义，它的终结以英国放弃对印度的统治为标志。

### 极权主义
本书论述极权主义的起源及其种种因素，而它在德国和苏联产生的后果，只是在有助于我们思考先前发生的情形时才会讨论到。所以，与本书范围有关的只是战后斯大林统治的时期，而不是他死后的时期。
阿伦特解释，极权主义的本质乃是抹平人间世界的所有界线，以及把人之多元性压缩成单调如一的集体同一性，俾能释放非人性的自然或历史之势力。阿伦特认为，极权主义政府，藐视一切成文法，甚至蔑视自己制定的法律（比如著名的1936年苏联宪法），或者并不关心是否要废除法律。但是极权统治并不是毫无法纪，也不是使权力从属于一个人的利益，而是随时准备牺牲每一个人的重大直接利益，来执行它认定的历史法则和自然法则。

## 人權實踐
於《極權主義的起源》第2卷第5章討論「民族国家的没落与人权的终结」，鄂蘭點出普遍人權與保障普遍人權的民族國家體系因民族中心主義而產生的矛盾。歷經流亡的漢娜‧鄂蘭認為，當無國籍的人喪失權利時連國際組織也常無法保障其基本人權，主張各國的民權運動組織應從內部開始爭取人權為比較務實的作法。與汉娜·阿伦特主要作品其他的主要作品放在一起，鄂蘭的觀點主要在描述两种直接对立的文化：民主文化及極權主義文化，这两种不同的文化各自有自己的道德伦理，心理以及感性和观念内容。

## 媒體及名人評論
《大英百科全書》認為此書確立了阿倫特作為重要政治思想家的地位。
法国〈世界报〉將此書列為20世紀中不分類的百大好書之一；美國《国家评论》將其列為排名第15的世纪百大非小说好書，美國校際研究所則列其為20世纪50大非小說好書之一。中國著名诗人及文化批评家叶匡政推荐《极权主义的起源》時說：「这本书可以帮助我们认知生活的很多真相」。而時任國立清華大學客座助理教授王丹亦推荐此書，指出思想中的極權主義對於人類社會威脅巨大，需要具體制度設計做防範。

## 外部連結
- 英文電子書全文
- 凤凰网读书书摘汉娜·阿伦特：极权主义的起源 （页面存档备份，存于）